# Повар (картина)
«Повар» (итал. Il cuoco) — картина итальянского художника Джузеппе Арчимбольдо, написанная им в 1570 году.

## Контекст
Сведений о ранней жизни Джузеппе Арчимбольдо крайне мало. Как и большинство итальянских художников, он начал свою карьеру с исполнения различных заказов на создание витражей, фресок и шпалер в различных местах, в том числе в Милане, Комо и Монце. В 1562 году он стал официальным портретистом императора Священной Римской империи Максимилиана II. Картина «Повар» является одной из серии портретов членов окружения императора, написанных Арчимбольдо, соответствуя по стилю работам «Юрист» и «Библиотекарь». Портрет повара, приближённого к императорскому двору, датируется приблизительно 1570 годом. В тот период Арчимбольдо создал ряд антропоморфных портретов людей с использованием различных объектов, имеющих связь с жизнью или профессиональной деятельностью человека, таких как фрукты, овощи, цветы.

## Описание

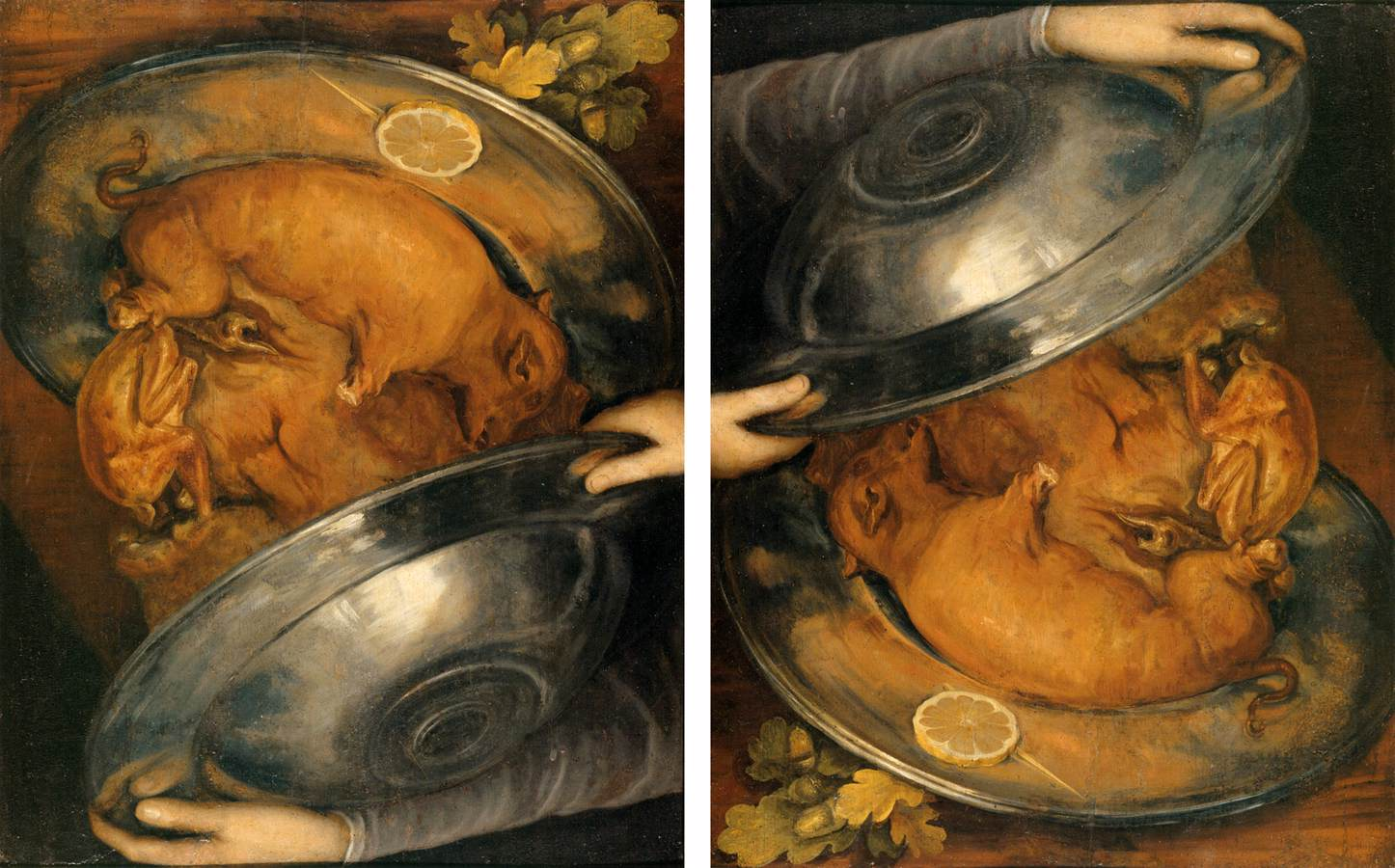
Повар и натюрморт

Работа представляет собой натюрморт с использованием эффекта парейдолии: человек руками поднимает крышку серебряной тарелки с разными видами жареного мяса, однако при повороте картины на 180 градусов оказывается, что поросёнок и кролик становятся головой повара, тушка цыплёнка — носом, а его глаз — глазом человека.

## История
В настоящее время картина находится в собрании Национального музея в Стокгольме (Швеция).